# Chrysosoma grandiseta
Chrysosoma grandiseta är en tvåvingeart som först beskrevs av Octave Parent 1932.  Chrysosoma grandiseta ingår i släktet Chrysosoma och familjen styltflugor. Inga underarter finns listade i Catalogue of Life.